# Terje Hauge
Terje Hauge (født 5. oktober 1965) er en norsk fodbolddommer fra Bergen. Han dømte internationalt under det internationale fodboldforbund FIFA fra 1993 til 2010, hvor han faldt for aldersgræsen på 45 år for internationale dommere. Han var med i den europæiske dommergruppe som Elite Category-dommer og nåede at deltage ved to af de store slutrunder: VM 2002 og EM 2004.
Han var dommer i UEFA Champions League finalen 2006, hvor han blev den første, der gav et rødt kort i turneringens finale.

## Karriere

### VM 2002
- Cameroun  –  Saudi-Arabien 1-0.

### EM 2004
- Rusland  –  Portugal 0-2.
- Tyskland  –  Tjekkiet 1-2.

## Kampe med danske hold
- Den 16. december 2010: Europa League gruppespillet: Stuttgart – OB 5-1.